# Yagba East
Yagba East es una localidad del estado de Kogi, en Nigeria, con una población estimada en marzo de 2016 de 199 300 habitantes.
Se encuentra ubicada en el centro-sur del estado, cerca de la orilla del río Níger.